# Салеган (дегестан)
Салеган (перс. صالحان) — дегестан в Ірані, в Центральному бахші, в шагрестані Хомейн остану Марказі. За даними перепису 2006 року, його населення становило 9302 особи, які проживали у складі 2767 сімей.

## Населені пункти
До складу дегестану входять такі населені пункти:
- Азновджан
- Акбарабад
- Арзакан
- Вапіле
- Варабад
- Гаджіабад
- Гейдарабад
- Ґольдашт
- Госейнабад-е Садат
- Джафарабад
- Дівкан
- Емамзаде-Юджан
- Заваркан
- Калье-є Афшар
- Калье-є Могаммадабад
- Калье-є Юджан
- Касемабад
- Кольте
- Мадждіян
- Мішіджан-е Олія
- Мішіджан-е Софла
- Паїн-Ванд
- Разан
- Сейєдабад
- Тонджаран
- Хораванд
- Хуґан